# Rio Roosevelt
Rio Roosevelt är ett vattendrag i Brasilien. Det ligger i den centrala delen av landet, 1 700 km nordväst om huvudstaden Brasília.
I omgivningarna runt Rio Roosevelt växer i huvudsak städsegrön lövskog. Trakten runt Rio Roosevelt är nära nog obefolkad, med mindre än två invånare per kvadratkilometer.